# Thalassoma rueppellii
Thalassoma rueppellii (Klunzinger, 1871) è un pesce appartenente alla famiglia dei Labridae.

## Distribuzione e habitat
Questa specie è endemica del Mar Rosso e del Golfo di Aqaba, dove vive in prossimità delle formazioni madreporiche, in acque con temperatura tra i 24 e i 26 °C. È molto comune sul bordo esterno del reef nelle pendenze verso il mare aperto.

## Descrizione
Presenta un corpo affusolato, piuttosto compresso ai fianchi, non molto incurvato dorsalmente. La pinna caudale è ampia, con le due estremità laterali molto sviluppate. La livrea è estremamente vivace e ricorda T. lunare, anche se è più viva: la testa presenta grosse zebrature irregolari magenta su fondo verde acqua. Il dorso è rossastro, dal quale scendono sottili linee verticali sul fondo verde azzurro, fino a incontrarsi con una grossa linea verticale anch'essa rosata che arriva fino alla coda. Il ventre è azzurro con riflessi violacei. Le pinne pettorali sono blu, così come le ventrali, mentre la dorsale è gialla, attraversata verticalmente da una linea rosa orlata di blu. L'anale è gialla, con radice rosa. La pinna caudale presenta le due estremità rosa e verdi, mentre il centro è azzurrino.
Raggiunge una lunghezza massima di 20 cm.

## Biologia

### Comportamento
È una specie molto curiosa e si avvicina facilmente ai sub.

### Alimentazione
È un predatore, si nutre essenzialmente di microfauna recifale e di invertebrati.

### Riproduzione
Affine a Thalassoma lunare, con il quale a volte si ibrida. È una specie ermafrodita proterogina: le femmine adulte cambiano sesso diventando esemplari maschili.